# Scary Movie 6
Scary Movie 6 (bra: Todo Mundo em Pânico 6) é um futuro filme de comédia de terror norte-americano, dirigido por Michael Tiddes, o filme traz a volta de Marlon Wayans e Shawn Wayans ao elenco do filme.
O filme está previsto para ser lançado nos cinemas no dia 11 de junho de 2026 no Brasil.

## Produção
Scary Movie 6, sequência da franquia de comédia que satiriza filmes de terror, tem estreia marcada para 11 de junho de 2026 no Brasil. O filme contará com o retorno dos Irmãos Wayans, Keenen, Shawn e Marlon, que estiveram envolvidos com a franquia desde seu início. Eles serão responsáveis pelo roteiro, junto com Rick Alvarez, e atuarão como produtores ao lado de Jonathan Glickman, da Miramax. A produção também conta com Neal H. Moritz como produtor, conhecido por seu trabalho em franquias como Sonic e Velozes e Furiosos. O filme deve satirizar sucessos recentes do gênero de terror, como Five Nights at Freddy's, Sorria e M3GAN.

## Elenco
- Anna Faris como Cindy Campbell[3]
- Marlon Wayans como Shorty Meeks
- Shawn Wayans como Ray Wilkins
- Regina Hall como Brenda Meeks[3]
- Shannon Elizabeth como Buffy Gilmore[4]
- Carmen Electra[4]
- Dave Sheridan como Doofy Gilmore[4]

## Lançamento
O filme está previsto para ser lançado nos cinemas no dia 11 de junho de 2026 no Brasil e no dia 12 de junho de 2026 nos Estados Unidos.